# Брейнтрий
Вижте пояснителната страница за други значения на Брейнтрий.
Брѐйнтрий (на английски: Braintree) е град в Югоизточна Англия, графство Есекс. Намира се на 50 km североизточно от центъра на Лондон. Населението му е 43 506 души (2017 г.).

## Личности
В Брейнтрий е роден фелдмаршал Ивлин Уд (1838 – 1919).